# الاتحاد الديمقراطي الكرواتي
الاتحاد الديمقراطي الكرواتي، هو حزب سياسي محافظ والحزب الرئيسي ليمين الوسط السياسي في كرواتيا.هو واحد من أكبر حزبين سياسيين من الأحزاب السياسية المعاصرة الكبرى في كرواتيا جنبا إلى جنب مع الحزب الاشتراكي الديمقراطي الذي يمثل يسار الوسط (SDP). اليوم هو الطرف الثاني الأكبر في البرلمان الكرواتي مع 41 مقعدا.